# Langwieden
Langwieden  là một đô thị ở huyện Kaiserslautern, bang Rheinland-Pfalz, phía tây nước Đức. Đô thị Langwieden có diện tích 7,03 km².